# Gira europea de Boca Juniors de 1925

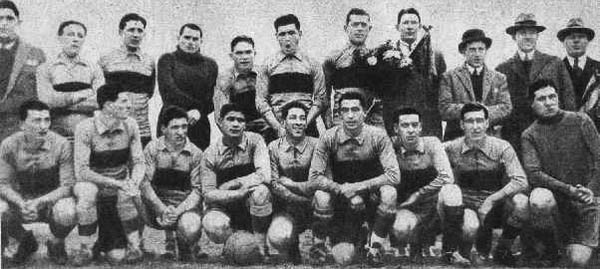
El plantel que hizo la exitosa gira por Europa en 1925. Jugaron en total 19 partidos de los cuales ganaron 15 partidos, perdieron 3 y empataron 1.

La gira europea de 1925 fue un episodio de la historia de Boca Juniors que consistió en una serie de partidos de carácter amistoso en el Viejo Continente convirtiéndose en el primer equipo argentino en competir allí. Jugó en España (13 partidos), Alemania (5 partidos) y Francia (1 partido). Ganó 15, perdió 3 y empató el restante, convirtiendo 40 goles y recibiendo 16, con una efectividad del 78,95 %.
La delegación boquense estuvo encabezada por el vicepresidente Adelio Cariboni y el secretario Vicente Decap. El plantel estaba compuesto por Américo Tesoriere, Ludovico Bidoglio, Ramón Muttis, Segundo Médici, Alfredo Elli, Mario Busso, Domingo Tarasconi, Antonio Cerroti, Dante Pertini, Carmelo Pozzo, Carlos Antraygues y Alfredo Garasini. Además, viajaron junto a ellos cinco refuerzos cedidos por otros clubes: Manuel Seoane (El Porvenir), Cesáreo Onzari (Huracán), Luis Vaccaro (Argentinos Juniors), Octavio Díaz (Rosario Central) y Roberto Cochrane (Tiro Federal (R)). Cabe aclarar que los equipos europeos también se reforzaron con jugadores de otros equipos para recibir a Boca. La dirección técnica estuvo a cargo de los jugadores Tarasconi y Elli, este último capitán del equipo.
El máximo goleador de aquella gira fue Manuel Seoane, quien marcó 12 goles en 16 partidos.
En virtud de esta exitosa gira, la Asociación Argentina de Football decidió consagrar al club como Campeón de Honor.

## Preparativos y viaje

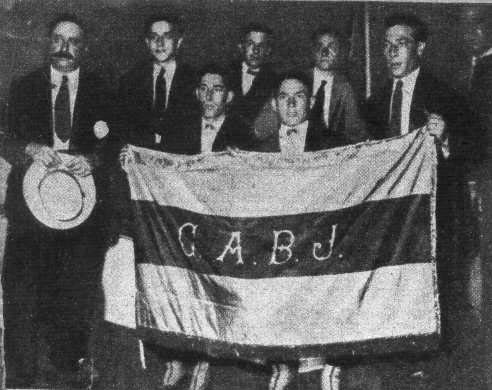
Pozzo, Vaccaro y Medice sosteniendo una bandera de Boca hecha de seda regalada por el Jockey Club de Buenos Aires.

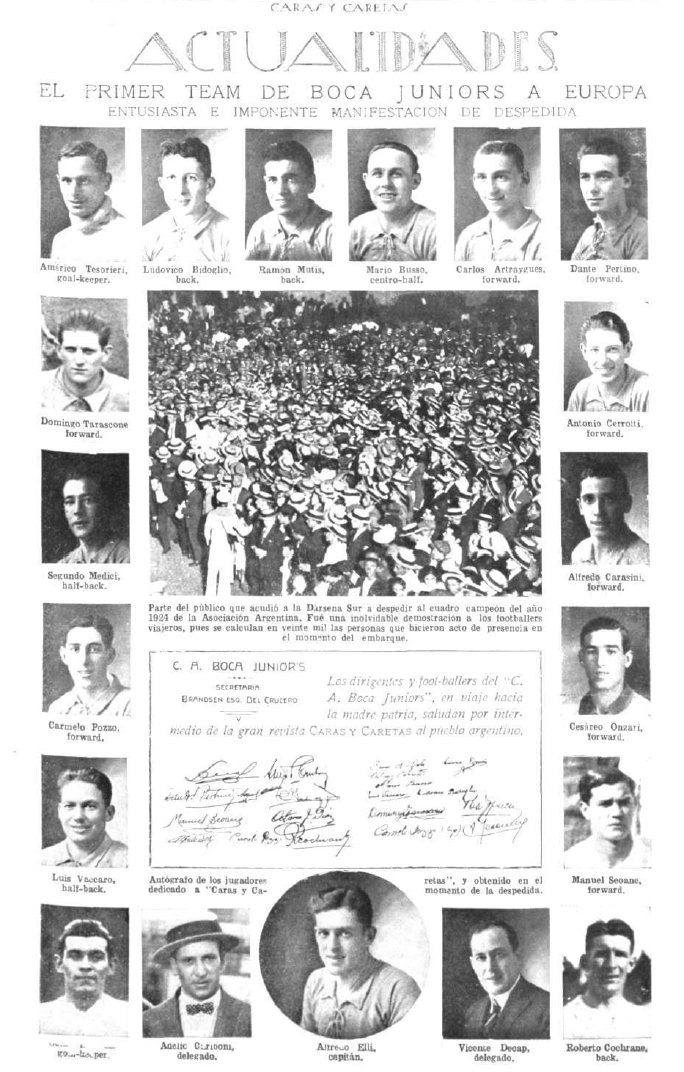
Cobertura de Caras y Caretas sobre la gira. Según la revista 20 000 personas se juntaron para despedir al equipo de Boca.

En la Asociación Argentina de Fútbol surgió la idea de enviar un representativo nacional a Europa, luego de la gran sensación que habían causado los uruguayos en los Juegos Olímpicos de 1924. Al no lograr un acuerdo, fueron los dirigentes de Boca quienes ofrecieron mandar a su plantel a dicho emprendimiento. De esta manera, la Asociación autorizó al club a postergar sus partidos por el campeonato, para emprender su gira europea, un año después, en 1925.
La gira fue organizada por tres representantes de la colectividad española: Zapater, Isasmendi e Ibáñez, quienes se convirtieron en los primeros empresarios que tuvo el fútbol argentino. Para aquella ocasión, Boca debió pagar 10 pesos moneda nacional por cada jugador como viático. Finalmente, el día 4 de febrero de 1925, el plantel se embarcó hacia Europa a bordo del buque Formosa, el plantel fue despedido de forma cariñosa y tumultuosa por los hinchas que se juntaron en las cercanías del puerto. Después de veintidós días en alta mar, llegaron al destino inicial: Vigo.

Nunca asistió una concurrencia más numerosa que la de anoche al puerto, a despedir a una delegación deportiva (...). Los alrededores de la dársena Sur se vieron ocupados por una multitud (...). Volaron los sombreros por el aire y los pañuelos en señal de despedida.
La Nación, 1925

Durante todo el viaje el equipo fue acompañado por un fanático boquense llamado Victoriano Caffarena, que financió parte de la gira y ayudó al plantel haciendo de masajista y utilero. Caffarena fue reconocido como Jugador Número 12, designación que desde entonces se adoptaría para la hinchada de Boca.

## Desarrollo

### España

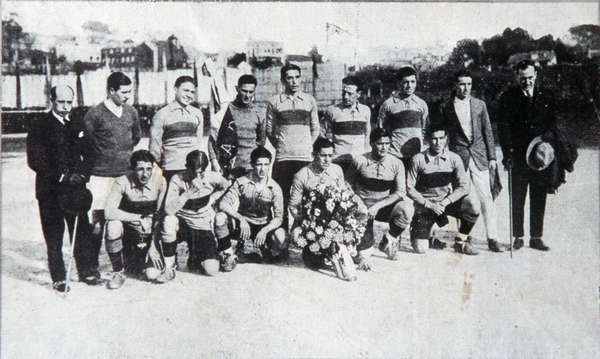
Equipo que jugó el primer partido de la gira el 5 de marzo de 1925 ante el Celta de Vigo.

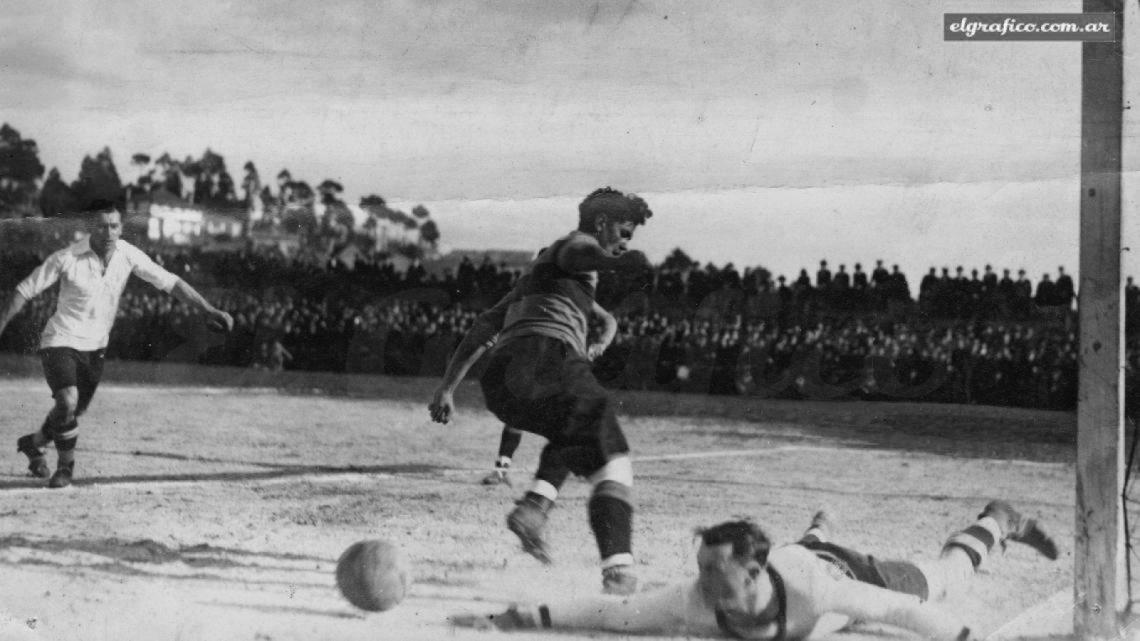
Escena del primer partido de la gira ante el Celta de Vigo donde se observa al arquero español robándole la pelota a Seoane desde el suelo. El partido terminaría 3 a 1 a favor de los Xeneizes.

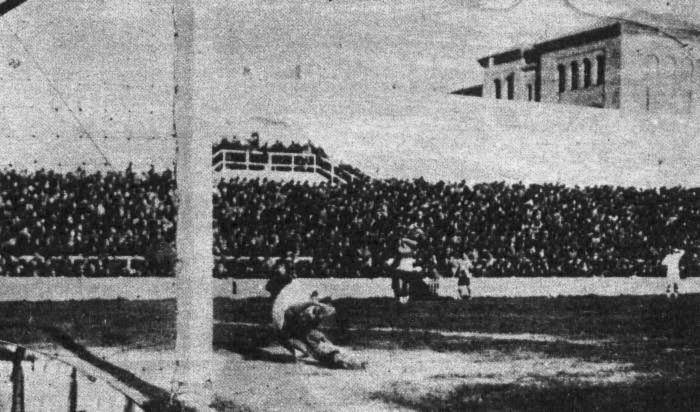
El arquero del Real Madrid vencido ante el remate de Pozzo, que a los 5 minutos del segundo tiempo marca el único tanto del partido.

El partido inaugural de la gira fue el 5 de marzo contra el Celta de Vigo ante 25 000 espectadores. A los dos minutos de juego, Antonio Cerroti marcó el primer tanto del partido convirtiéndose en el primer futbolista argentino en marcar un gol en Europa. Tal era la expectativa en este partido, que durante el primer tiempo, el techo de una fábrica vecina donde se habían ubicado trabajadores para ver el encuentro se desplomó produciendo dos muertos y 26 heridos. Por esta razón el partido estuvo suspendido por 16 minutos. Finalmente se continuó el partido y Boca logró ganar en su debut por 3 a 1. Tres días más tarde se jugó la revancha en la cual el conjunto español se impuso por 3 a 1 con dos goles de penal.
Posteriormente, el club viajó a La Coruña para disputar dos encuentros ante el Deportivo La Coruña, reforzado con jugadores del Racing Club de Ferrol, el 12 y el 15 de marzo respectivamente. El primer partido lo ganó 3 a 0 con la peculiaridad de que a los 25 minutos del segundo tiempo el arquero de Boca Tasoriere desvió un penal siendo el primero atajado en Europa por un jugador argentino. En el partido de revancha Boca volvió a imponerse, esta vez por 1 a 0.
Tras estas victorias Boca visitó Madrid donde el 19 de marzo derrotó al Atlético Madrid por 2 a 1 y tres días más tarde al Real Madrid F. C. por 1 a 0. En este último partido se destacó la figura del rey Alfonso XIII que observó el partido desde un palco junto a su hijo el Príncipe de Asturias. A los 10 minutos de juego el árbitro detuvo el partido para que los jugadores los saludaran. El último partido en Madrid fue una victoria 1 a 0 contra la Sociedad Gimnástica en la cual Vaccaro fue lesionado, por lo que se perdería los siguientes partidos.
Al viajar a Bilbao, Boca sufrió dos derrotas: 4 a 0 ante el Real Unión de Irún y 4 a 2 ante el Athletic Club. En este último partido, a los 15 minutos del segundo tiempo, los jugadores se retiraron del campo como protesta ante un penal mal cobrado. Al rato volvieron para finalizar el encuentro que sería la última derrota de la gira. La gira por España continuó en Pamplona donde Boca derrotó al Osasuna por 1 a 0 y finalizó en Barcelona donde venció en dos oportunidades al Deportivo Espanyol (1-0 y 3-0) y al Combinado Catalán por 2 a 0.

### Alemania y Francia

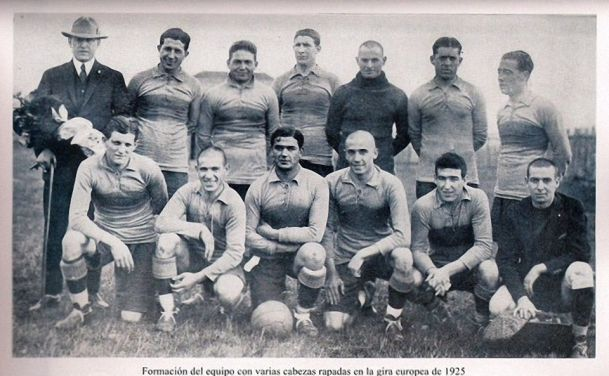
Una de las formaciones de Boca durante la gira Europea.

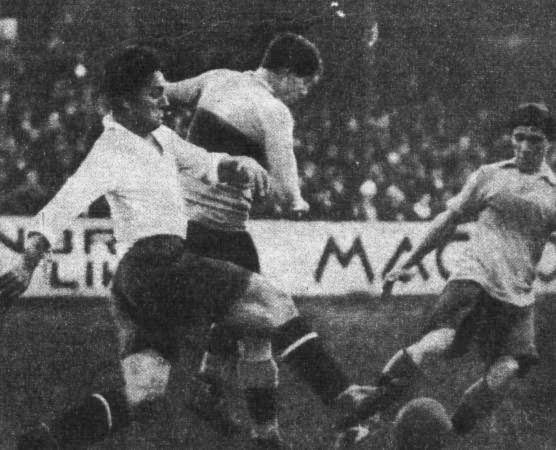
Tarasconi y Cerroti reunidos con la pelota ante la desesperación del adversario alemán. En esos tiempos era común de que un jugador protegiera al compañero con la pelota para crear superioridad numérica en las jugadas.

Después de su paso por España, Boca tenía planeado seguir la gira por Francia. Sin embargo, las dos derrotas consecutivas ante el Real Unión de Irún y el Athletic Bilbao hicieron que los organizadores franceses dieran marcha atrás en su decisión, por lo que el plantel viajó a Múnich, Alemania. Allí jugó el 9 de mayo obteniendo un meritorio empate ante el Bayern Munich. La gira continuó por Berlín donde derrotó al Nord West por 3 a 0. Días más tarde, en Leipzig, el club obtuvo la máxima goleada de la gira venciendo al Spielvereinigung por 7 a 0 con goles de Tarasconi, Cerroti (2), Onzari, Pozzo (2) y Garasini. Finalmente, en Fráncfort terminó su gira por Alemania imponiéndose por 2 a 0 ante el Combinado de esa ciudad y ante el Eintracht Frankfurt por el mismo resultado.
Las buenas actuaciones tenidas en Alemania, que le valieron el apodo de Malabaristas del Fútbol, hicieron que los franceses reconsideraran jugar un amistoso contra Boca. Y así fue, y la gira se cerró en ese país el 7 de junio, imponiéndose ante el Combinado de París por 4 a 2, con una destacada actuación de Seoane, que anotó tres goles.

## Regreso
El plantel de Boca llegó a Buenos Aires el 12 de julio, luego de un mes de viaje. Allí fueron recibidos como héroes por una multitud que esperaba su regreso. La Asociación Argentina de Football no se quedó al margen y le entregó la Copa de Honor, en reconocimiento del logro alcanzado en Europa.
Luego de la gira, los jugadores cedidos regresaron a sus respectivos clubes y, al año siguiente, el plantel de Boca volvió a jugar normalmente el torneo de primera división local, en el que se consagró como campeón invicto.

## Resultados

### Partidos en Vigo
| 5 de marzo | Celta de Vigo | 1:3 (0:1) | Boca Juniors                | Campo de Coya, Vigo        |                            |
|            | Polo 75'      |           | Cerroti 2' 57' · Onzari 77' | Árbitro(s): Núñez (España) | Árbitro(s): Núñez (España) |

| 8 de marzo | Celta de Vigo                               | 3:1 (2:1) | Boca Juniors | Campo de Coya, Vigo        |                            |
|            | Juanito 20' (pen.) 70' (pen.) · Reigosa 27' |           | Garasini 9'  | Árbitro(s): París (España) | Árbitro(s): París (España) |

### Partidos en La Coruña
| 12 de marzo | Deportivo La Coruña | 0:3 (0:0) | Boca Juniors                              | Antiguo estadio de Riazor, La Coruña |                               |
|             |                     |           | Onzari 47' · Antraygues 52' · Cerroti 86' | Árbitro(s): González (España)        | Árbitro(s): González (España) |

| 15 de marzo | Deportivo La Coruña | 0:1 (0:0) | Boca Juniors  | Antiguo estadio de Riazor, La Coruña |                                |
|             |                     |           | Tarasconi 86' | Árbitro(s): De la Paz (España)       | Árbitro(s): De la Paz (España) |

### Partidos en Madrid
| 19 de marzo | Atlético de Madrid | 1:2 (0:0) | Boca Juniors                 | Estadio Metropolitano de Madrid, Madrid |                              |
|             | Triana 55'         |           | Antraygues 48' · Cerroti 58' | Árbitro(s): Montero (España)            | Árbitro(s): Montero (España) |

| 22 de marzo | Real Madrid | 0:1 (0:0) | Boca Juniors | Estadio de Chamartín, Madrid |                             |
|             |             |           | Pozzo 50'    | Árbitro(s): Carcer (España)  | Árbitro(s): Carcer (España) |

| 29 de marzo | Sociedad Gimnástica | 0:1 (0:0) | Boca Juniors | Estadio Metropolitano de Madrid, Madrid |                              |
|             |                     |           | Seoane 70'   | Árbitro(s): Montero (España)            | Árbitro(s): Montero (España) |

### Partidos en Bilbao
| 2 de abril | Real Unión de Irún        | 4:0 (3:0) | Boca Juniors | Estadio de San Mamés, Bilbao |                            |
|            | Errazquín 13' 19' 21' 61' |           |              | Árbitro(s): Decap (España)   | Árbitro(s): Decap (España) |

| 5 de abril | Athletic Club                                | 4:2 (2:1) | Boca Juniors                       | Estadio de San Mamés, Bilbao |                              |
|            | Laca 2' · Larraza 15' 50' (pen.) · Areta 72' |           | Tarasconi 35' (pen.) · Cerroti 80' | Árbitro(s): Gaviria (España) | Árbitro(s): Gaviria (España) |

### Partidos en Pamplona
| 19 de abril | Osasuna | 0:1 (0:1) | Boca Juniors | Estadio de San Juan, Pamplona |                            |
|             |         |           | Seoane 43'   | Árbitro(s): Decap (España)    | Árbitro(s): Decap (España) |

### Partidos en Barcelona
| 26 de abril | Deportivo Espanyol | 0:1 (0:0) | Boca Juniors  | Estadio de Sarriá, Barcelona |                              |
|             |                    |           | Tarasconi 67' | Árbitro(s): Llovera (España) | Árbitro(s): Llovera (España) |

| 1 de mayo | Deportivo Espanyol | 0:3 (0:2) | Boca Juniors                 | Estadio de Sarriá, Barcelona |                            |
|           |                    |           | Seoane 5', 64' Tarasconi 10' | Árbitro(s): Decap (España)   | Árbitro(s): Decap (España) |

| 3 de mayo | Combinado de Catalunya | 0:2 (0:1) | Boca Juniors              | Estadio de Sarriá, Barcelona |                              |
|           |                        |           | Cerroti 16' Tarasconi 57' | Árbitro(s): Llovera (España) | Árbitro(s): Llovera (España) |

### Partidos en Alemania
| 9 de mayo | Bayern Munich   | 1:1 (1:1) | Boca Juniors | Estadio Grünwalder, Múnich     |                                |
|           | Hutstteiner 36' |           | Seoane 17'   | Árbitro(s): Linnich (Alemania) | Árbitro(s): Linnich (Alemania) |

| 16 de mayo | Nord West | 0:3 (0:1) | Boca Juniors                          |                               |                               |
|            |           |           | Garasini 12' Tarasconi 58' Seoane 60' | Árbitro(s): Maisch (Alemania) | Árbitro(s): Maisch (Alemania) |

| 21 de mayo | Spielvereinigung | 0:7 (0:3) | Boca Juniors                                                                  |  |  |
|            |                  |           | Tarasconi 13' Cerroti 21', 54' Onzari 27' Carmelo Pozzo 57', 61' Garasini 12' |  |  |

| 24 de mayo | Combinado de Frankfurt | 0:2 (0:1) | Boca Juniors           | Estadio Municipal, Fráncfort        |                                     |
|            |                        |           | Cerroti 41' Seoane 60' | Árbitro(s): Weintgartner (Alemania) | Árbitro(s): Weintgartner (Alemania) |

| 27 de mayo | Eintracht Frankfurt | 0:2 (0:1) | Boca Juniors    | Estadio Municipal,             |                                |
|            |                     |           | Seoane 12', 60' | Árbitro(s): ciudad = Fráncfort | Árbitro(s): ciudad = Fráncfort |

### Partido en Francia
| 7 de junio | Combinado de París         | 2:4 (2:3) | Boca Juniors                     | Parque de los Príncipes, París |                               |
|            | Corton 44' Mistral 45' (p) |           | Seoane 18', 35', 52' Cerroti 25' | Árbitro(s): Henriot (Francia)  | Árbitro(s): Henriot (Francia) |

## Resumen estadístico
| J  | G  | E | P | Gf | Gc |
| -- | -- | - | - | -- | -- |
| 19 | 15 | 1 | 3 | 40 | 16 |